# Tekella nemoralis
Espèce
Synonymes
- Linyphia nemoralis Urquhart, 1889

Tekella nemoralis est une espèce d'araignées aranéomorphes de la famille des Cyatholipidae.

## Distribution
Cette espèce est endémique de Nouvelle-Zélande.

## Publication originale
- Urquhart, 1889 : On new species of Araneida. Transactions of the New Zealand Institute, vol. 21, p. 134-152 (texte intégral).